# Matthieu Faugère
Matthieu Faugère (Colombier, 1º settembre 2002) è un giocatore di football americano e allenatore di football americano svizzero che gioca nel ruolo di quarterback per i Bienna Jets.